# آدم بن محمد القلانسي
آدم بن محمد القلانسي هو أحد رواة الحديث عند الشيعة، وهو من أهل بلخ، وقد روى عنه الكشي في الرجال، وذكره محمد بن الحسن الطوسي فيمن لم يروَ عنهم، وقال قيل أنه كان يقول بالتفويض، وورد مثل ذلك الاتهام في الخلاصة لابن المطهر الحلي، وكتاب رجال ابن داود فهو من المقدوحين.
وذكره ابن حجر العسقلاني في لسان الميزان قائلاً عنه: ”روى عن أحمد بن النسوي، وعلي بن الحسن بن هارون الدقاق، وإبراهيم بن محمد روى عنه محمد بن مسعود العياشي وأثنى عليه وذكره أبو جعفر الطوسي في رجال الشيعة وكان يُتهم بالتفويض“.

### كتب
- أعيان الشيعة. محسن الأمين، طبع بيروت - لبنان، تاريخ الطبع مفقود، منشورات دار التعارف.

### إشارات مرجعية
1. ↑  
الأمين، محسن. أعيان الشيعة - ج2. ص. 86. مؤرشف من الأصل في 2019-12-07.